# Syndactyla subalaris
El ticotico rayado (Syndactyla subalaris), también denominado trepamusgo lineado (en Costa Rica), limpiafronda lineada (en Panamá y Ecuador), hojarasquero listado (en Colombia), ticotico estriado (en Venezuela), limpia-follaje lineado (en Perú) o titirí rayado, es una especie de ave paseriforme de la familia Furnariidae, perteneciente al género Syndactyla. Es nativo del este de América Central y de la región andina del noroeste y oeste de América del Sur.

## Distribución y hábitat
Se distribuye desde Costa Rica, siguiendo por Panamá, norte y oeste de Colombia, y Ecuador, hasta Perú por el sur, y oeste de Venezuela por el este.
Esta especie es considerada bastante común y ampliamente diseminada en su hábitat natural, el sotobosque de selvas húmedas montanas principalmente en altitudes entre 1000 y 2100 m.

## Sistemática

### Descripción original
La especie S. subalaris fue descrita por primera vez por el zoólogo británico Philip Lutley Sclater en 1859 bajo el nombre científico Anabates subalaris; su localidad tipo es: «Pallatanga, Chimborazo, Ecuador».

### Etimología
El nombre genérico femenino «Syndactyla» deriva del griego «sun»: juntos, y «daktulos»: dedos; significando «con los dedos juntos»; y el nombre de la especie «subalaris» , deriva del latín: debajo de los brazos, debajo de las alas.

### Taxonomía
Es hermana de Syndactyla ruficollis. La subespecie propuesta colligata (del noroeste de Perú) con base en ligeras diferencias de plumaje con mentalis, se considera una variación individual de ésta; la subespecie propuesta ruficrissa (del centro de Perú) con base en diferencias de plumaje, también se considera una variación individual de mentalis, a pesar de que se podrían esperar características diferentes en función de la gran barrera biogeográfica que la separaría de la población al norte de los Andes.

### Subespecies
Según las clasificaciones del Congreso Ornitológico Internacional (IOC) y Aves del Mundo se reconocen seis subespecies, con su correspondiente distribución geográfica:
- Syndactyla subalaris lineata (Lawrence, 1865) – montañas de Costa Rica y oeste de Panamá (al este hasta Veraguas).
- Syndactyla subalaris tacarcunae (Chapman, 1923) – Cerros Mali, Pirre y Tacarcuna, en el extremo este de Panamá y noroeste de Colombia.
- Syndactyla subalaris subalaris (P.L. Sclater, 1859) – Andes del oeste de Colombia (cordillera occidental, pendiente occidental de la cordillera central; Serranía de San Lucas) y oeste de Ecuador (al sur hasta El Oro).
- Syndactyla subalaris striolata (Todd, 1913) – este de los Andes en el noroeste de Venezuela (Lara, noroeste de Barinas) y Colombia (Magdalena al sur hasta Meta y Huila).
- Syndactyla subalaris olivacea Phelps, Sr & Phelps, Jr, 1956 – suroeste de Táchira (valle de Chiquito), en el oeste de Venezuela.
- Syndactyla subalaris mentalis (Taczanowski & Berlepsch, 1885) – pendiente oriental de los Andes en Ecuador y Perú (al sur hasta Cuzco).

La clasificación Clements Checklist v.2018, lista a las subespecies colligata y ruficrissa y no lista a la subespecie olivacea.